# 傑德·布拉非
傑德·布拉非（英語：Jed Brophy，1963年10月29日—）是紐西蘭舞台劇及電影演員，曾參演《新空房禁地》、《夢幻天堂》、《魔戒》、《金剛》等由彼得·傑克森執導的電影，最著名的角色是在《哈比人》中飾演的矮人諾力。

## 生平
布拉非出生於紐西蘭泰哈皮，從中學起便在畜牧場幫忙父親、修剪羊毛及賺取零用錢。他在奧塔哥大學就讀體育系，其後又就讀紐西蘭戲劇學院，1988年畢業。
1992年，他在彼得·傑克森執導的低成本電影《新空房禁地》裡飾演一名喪屍，此後跟傑克森多次合作過。他在《魔戒》三部曲中總共飾演六個不同的角色，包括戒靈和半獸人史那加、夏酷，也幫忙訓練馬匹。
2012年，開始在《哈比人》三部曲中飾演矮人諾力。他表示這是自己職業生涯中體力要求最高的角色，在兩年之內每天工作14個小時，還穿著沉重的服裝。

## 家庭
布拉非已婚，育有兩個兒子萊利和薩德文。其中薩德文曾在《魔戒三部曲：王者再臨》中客串演出亞拉岡的兒子艾達瑞安。

## 部分作品

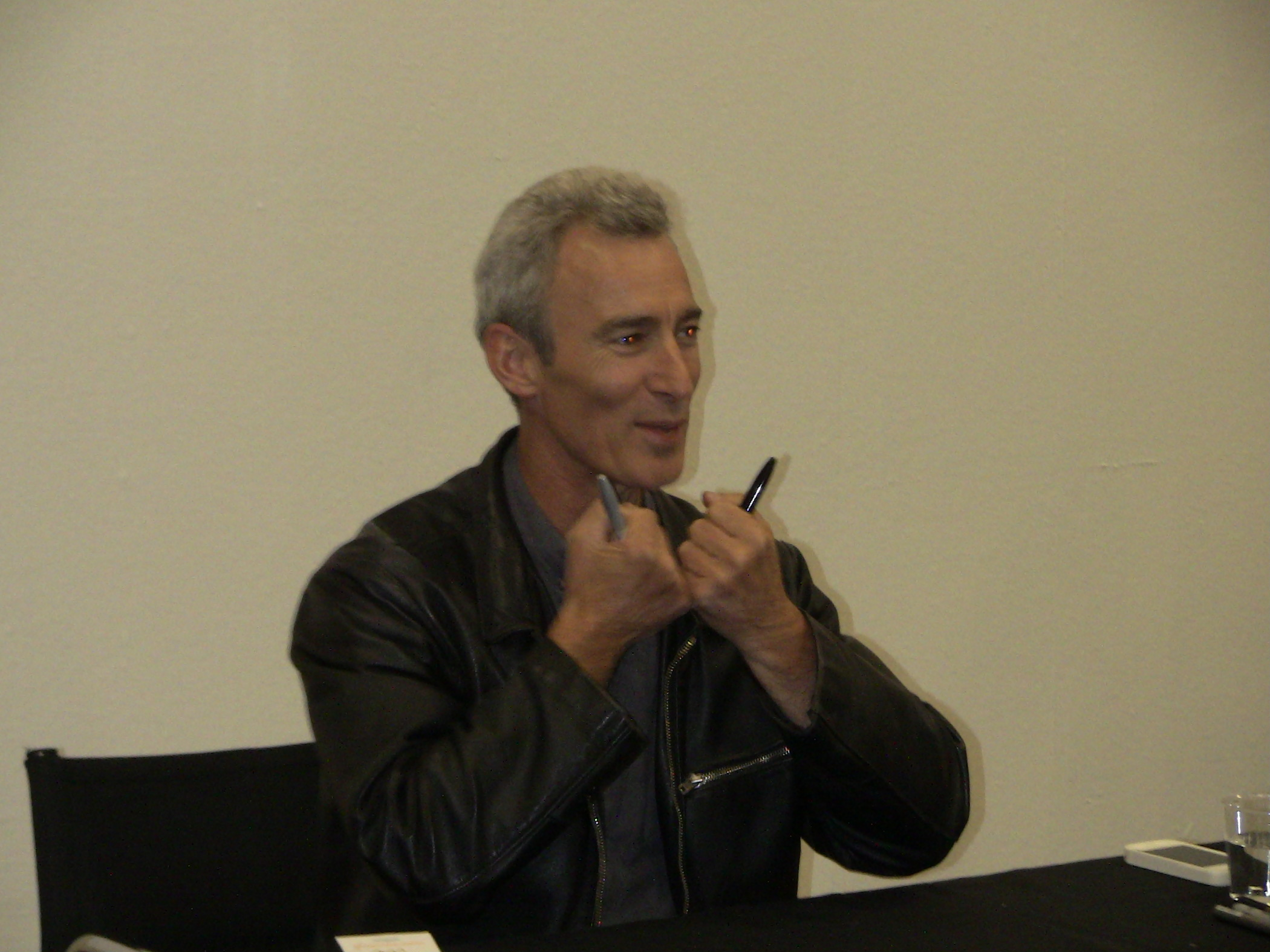
布拉非於2014年。

- 1994年《夢幻天堂（英语：Heavenly Creatures）》 飾 John/Nicholas
- 2001年《魔戒首部曲：魔戒現身》 飾 戒靈
- 2002年《魔戒二部曲：雙城奇謀》 飾 夏酷/史那加
- 2005年《金剛》 飾 Venture Crew
- 2009年《第九禁區》 飾 Police Officer James Hope
- 2012年《哈比人：意外旅程》 飾 諾力
- 2013年《哈比人：荒谷惡龍》 飾 諾力
- 2014年《哈比人：五軍之戰》飾 諾力

## 外部連結
- 傑德·布拉非在互联网电影资料库（IMDb）上的資料（英文）
- 傑德·布拉非在时光网上的簡介（简体中文）
- 傑德·布拉非的X（前Twitter）